# Obadja (boek)
Obadja (Hebreeuws: עובדיה, ʿOvadyah of עבדיהו, ʿOvadyahu, "slaaf van God") is een boek in de Hebreeuwse Bijbel, in het christendom gerekend tot de kleine profeten. Volgens het opschrift van het boek is het geschreven door de profeet Obadja. Over hem is verder niets bekend.
Het boek is met zijn 21 verzen het kortste uit de Hebreeuwse Bijbel en bestaat uit één hoofdstuk in twee delen: een visioen over Edom (vers 1-16) en slotverklaring die over het herstel van Israël gaat (vers 17-21).
Obadja verwijst naar de inname van Jeruzalem. Men neemt aan dat hij hiermee de inname van Jeruzalem door de Babyloniërs onder leiding van Nebukadnezar II in 586 v.Chr. bedoelt. Hierbij, aldus Obadja, keken de Edomieten met instemming toe, ze maakten zich er vrolijk over en leverden zelfs vluchtende Israëlieten aan de Babyloniërs over. God zal de Edomieten daarvoor straffen.
De inhoud van het boek Obadja vertoont een sterke gelijkenis met Jeremia 49.